# Feuerwache Veddel

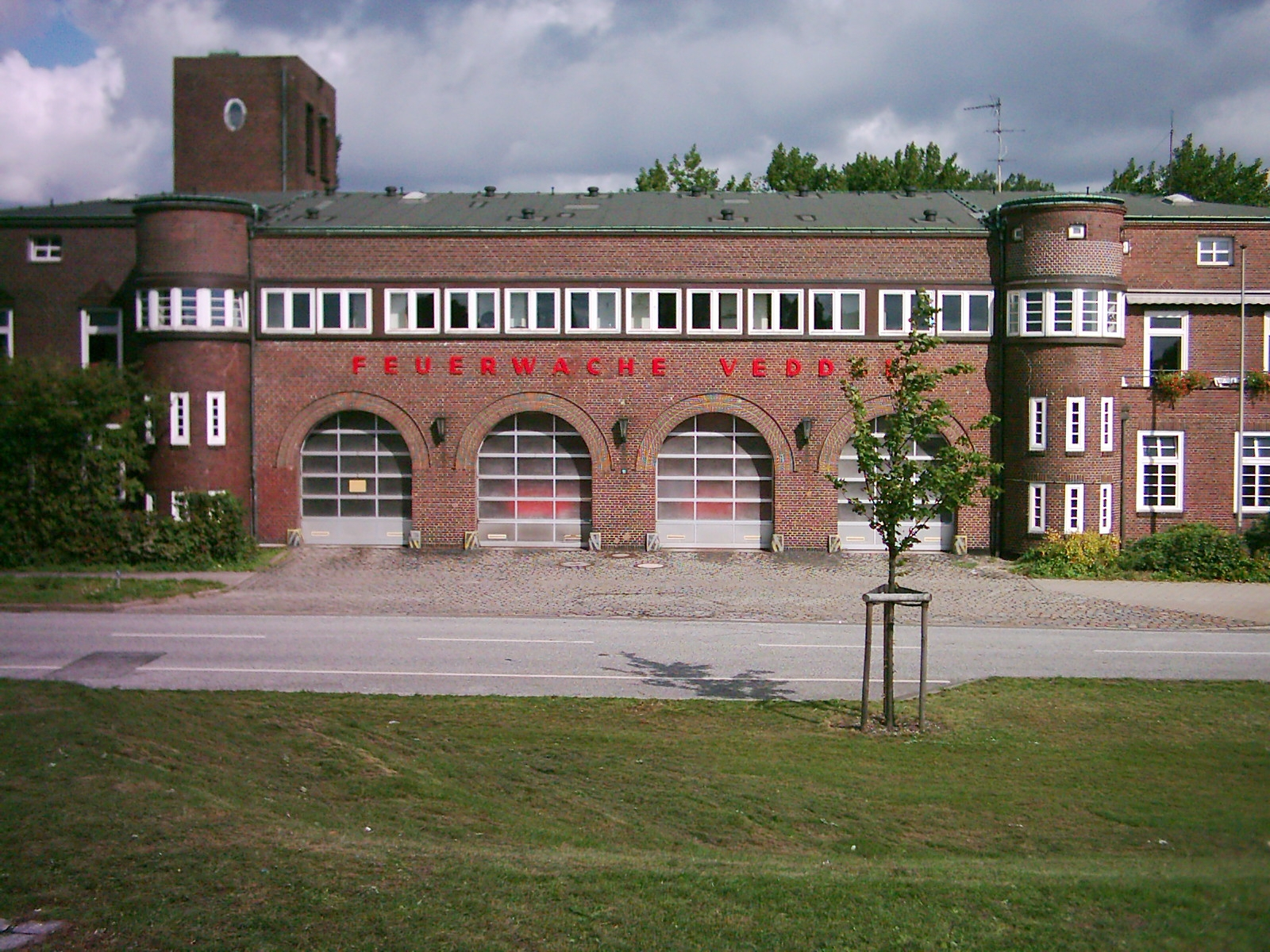
Die Feuerwache 2006

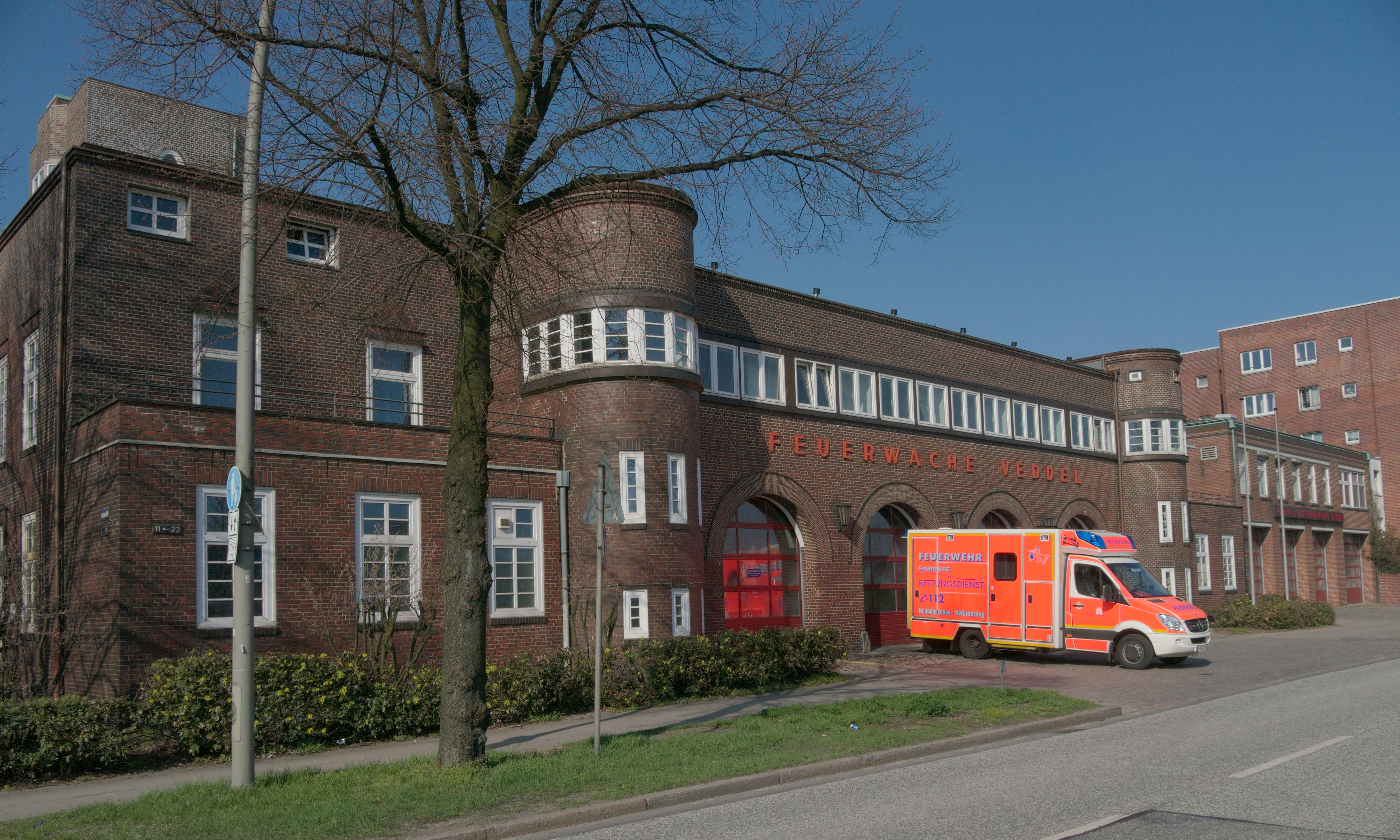
Die Feuerwache auf der Veddel

Die Feuerwache Veddel ist ein denkmalgeschütztes Dienstgebäude der Feuerwehr Hamburg in Hamburg-Veddel.

## Beschreibung und Geschichte
Das Backsteingebäude befindet sich auf einer Elbinsel des zum Hamburger Hafen gehörenden Zollhafens. Es wurde 1927/28 nach Plänen von Fritz Schumacher erbaut und am 16. April 1928 eröffnet. Während des Zweiten Weltkriegs wurde das Haus 1943 zerstört und von 1952 bis 1953 neu errichtet.
Die Feuerwache hat einen kubischen Grundkörper mit zwei gerundeten Anbauten und einen Schlauchturm am westlichen Ende. Im ersten Obergeschoss verläuft ein Fensterband.
Das Gebäude wird von der Hamburger Feuerwehr als Feuer- und Rettungswache F 33 genutzt. Deren Einsatzgebiet umfasst neben Veddel  Georgswerder, Rothenburgsort, Kirchdorf sowie den Bereich des Hafens zwischen dem Hamburger Großmarkt und dem alten Elbtunnel.